# Arizonasaurus
Arizonasaurus (gr. "Lagarto de Arizona") es un género extinto de arcosaurio de la familia Ctenosauriscidae que vivió durante el Triásico medio (hace 240 millones de años). Los restos fósiles de Arizonasaurus se han encontrado en la formación de Moenkopi en el norte de Arizona, Estados Unidos. Sterling Nesbitt encontró un esqueleto bastante completo en el año 2002. Aquella criatura presentaba una larga vela en su espalda formada por sus espinas neurales en sus vértebras. La especie tipo, Arizonasaurus babbitti, fue nombrado por Samuel Paul Welles en 1947.